# Oxyopes pandae
Oxyopes pandae là một loài nhện trong họ Oxyopidae.
Loài này thuộc chi Oxyopes. Oxyopes pandae được Benoy Krishna Tikader miêu tả năm 1969.